# Edgar Allen
Edgar Allen (né le 2 mai 1892 à Cañon City et mort le 3 février 1943 à New Haven) est un anatomiste et physiologiste américain. Il est connu pour sa découverte des œstrogènes et son rôle dans le développement de l'endocrinologie.
Edgar Allen nait en 1892 à Cañon City, dans le Colorado. Il étudie à l'Université Brown, où il obtient son doctorat de biologie en 1921. Après avoir servi pendant la Première Guerre mondiale, il occupe au cours de sa carrière des postes à l'université Washington de Saint-Louis, à l'université du Missouri, puis à la chaire d'anatomie de Yale.
Ses recherches portent initialement sur la production des ovules chez les mammifères. En disséquant des souris à différents stades de leur cycle de reproduction, il montre que les ovules ne sont pas matures à la naissance, mais arrivent à maturité au cours de la vie, après la puberté. En 1923, avec le biochimiste Edward Adelbert Doisy, il isole les estrogènes présents dans les ovaires de truie,. Les deux scientifiques montrent que la substance isolée est produite dans les follicules ovariens, et que qu'elle a des effets sur le cycle reproductif et les organes sexuels des souris,. En 1928, Edgar Allen collabore avec le médecin Jean Paul Pratt. Ensemble, ils montrent que l'ovulation survient chez les femmes vers le quinzième jour du cycle menstruel. Allen et Pratt conduisent également l'un des premiers essais cliniques utilisant des estrogènes pour traiter des perturbations du cycle menstruel. Ils montrent que l'injection d'estrogènes permet d'augmenter le flux menstruel dans le cas de règles peu abondantes.
Edgar Allen reçoit la légion d'honneur en 1937. Il est nommé pour le prix Nobel de physiologie ou médecine en 1934, en 1936, en 1938 et en 1940, mais ne le reçoit finalement pas,.
Edgar Allen rejoint la Garde côtière américaine au début de la Seconde Guerre mondiale. Il meurt d'une crise cardiaque en 1943 sur un navire de patrouille qu'il commandait.